# How About You
How About You è il terzo singolo estratto dall'album 14 Shades of Grey.

## Canzone
Questo singolo degli Staind è indirizzato alle persone che hanno lavorato con loro, e che lavorano al fianco di ogni artista, nel campo del business musicale. Si vuole denunciare il comportamento che assumono nel momento in cui pensano di potersi sedere dietro ad una scrivania e dare ordini alle band su come fare il proprio lavoro. Nonostante questa traccia non sia stata accompagnata da un videoclip ufficiale, ha trovato un appoggio concreto nella modern rock radio americana. A differenza degli altri tre singoli dell'album, questo non è stato incluso nella raccolta The Singles: 1996-2006.

## Tracce
1. How About You – 3:57

## Classifiche
| Paese       | Classifica                     | Posizione |
| ----------- | ------------------------------ | --------- |
| Stati Uniti | Hot Mainstream Rock Tracks     | 10        |
| Stati Uniti | Hot Modern Rock Tracks         | 10        |
| Stati Uniti | Bubbling Under Hot 100 Singles | 19        |